# Калин, Владимир Дмитриевич
Владимир Дмитриевич Калин (1857—1924) — русский военный деятель, генерал-лейтенант (1914). Герой Русско-японской войны.

## Биография
В службу вступил в 1874 году после окончания Полоцкого кадетского корпуса. С 1877 года после окончания Павловского военного училища и Михайловского артиллерийского училища произведён в подпоручики и выпущен в Кавказскую гренадерскую артиллерийскую бригаду. С 1877 года участник Русско-турецкой войны, за храбрость в этой компании был награждён орденом Святой Анны 4-й степени. С 1879 году произведён в поручики, в 1883 году в штабс-капитаны, в 1890 году в капитаны, в 1898 году в подполковники.
С 1898 года батальонный командир 7-го мортирного артиллерийского дивизиона. С 1901 года командир 3-й батареи Кавказской гренадерской артиллерийской бригады. С 1904 года участник Русско-японской войны, полковник, командир 3-й батареи 3-й Восточно-Сибирской стрелковой артиллерийской бригады. С 1905 года  командир 3-го Сибирского артиллерийского дивизиона. С 1906 года командир 2-го Сибирского резервного артиллерийского дивизиона. 16 марта 1906 года  был награждён Золотым оружием «За храбрость». С 1907 года командир 2-го Кавказского горного артиллерийского дивизиона. 27 января 1907 года «за храбрость» был награждён орденом Святого Георгия 4-й степени. 
В 1910 году произведён в генерал-майоры, командир 39-й артиллерийской бригады. С 1914 года участник Первой мировой войны, генерал-лейтенант, инспектор артиллерии 2-го Туркестанского армейского корпуса.
С 1917 года в резерве чинов при штабе Киевского военного округа. После 1918 года в  эмиграции в Болгарии.

## Награды
- Орден Святой Анны 4-й степени «За храбрость» (1877)
- Орден Святого Станислава 3-й степени с мечами и бантом (1879)
- Орден Святой Анны 3-й степени с мечами и бантом (1881)
- Орден Святого Станислава 2-й степени  (1895)
- Орден Святой Анны 2-й степени (1902)
- Золотое оружие «За храбрость» (ВП 16.03.1906)
- Орден Святого Владимира 3-й степени с мечами (1907)
- Орден Святого Георгия 4-й степени (ВП 27.01.1907)
- Орден Святого Станислава 1-й степени (1913; Мечи к ордену — ВП 07.06.1915)
- Орден Святой Анны 1-й степени с мечами (ВП 13.05.1915)
- Орден Святого Владимира 2-й степени (ВП 06.05.1916)
- Орден Белого Орла (ВП 21.12.1916)